# Partido Anti-PowerPoint
O Partido Anti-PowerPoint (APPP) é um partido político suíço dedicado a diminuir o uso profissional do Microsoft PowerPoint, que o partido afirma "causar danos à economia nacional de 2,1 bilhões de francos suíços" e diminuir a qualidade de uma apresentação em "95% dos casos". O partido defende flipcharts como uma alternativa ao software de apresentação.
O APPP foi formado pelo ex-engenheiro de software Matthias Poehm antes das eleições federais de 2011 na Suíça. O objetivo do partido é se tornar o quarto maior partido da Suíça em termos de adesão e iniciar um referendo nacional para buscar a proibição do PowerPoint e outros softwares de apresentação durante as apresentações. O APPP afirma que não apoia a proibição, mas usará um referendo para aumentar a conscientização sobre a causa.